# مترو إسطنبول أتاكوي - استاد الألمبيات
مترو آم9 (بالتركية: M9 Ataköy - Olimpiyat Metro) هو خط نقل سريع لمترو إسطنبول يظهر باللون الأصفر على الخرائط وعلامات الطرق، وافتتح في عام 2021 من بهارية إلى استاد الأمبيات، بعد أن تفرق عن مترو M3 الفرعي، تم توسع في 18 مارس 2024 من أتاكوي إلى بهارية.
المترو كان يعمل كمسار فرعي (كرازلي - استاد الألمبيات) منذ 2013 وأغلق في يوم افتتاح مترو M9 (بهارية - استاد الألمبيات).

## المحطات
جميع المحطات تحت الأرض
| المحطة                  | المنطقة       | تحويلات | ملاحظات                  |
| ----------------------- | ------------- | --- | ------------------------ |
| أتاكوي                  | باكر كوي      | حافلات İETT: 71T, 72YT, 72T, 73Y, BN1, MR20 | حديقة باروت خانة الوطنية |
| يني بوسنة               | باكر كوي      | ・ حافلات İETT: 31, 31E, 36AY, 36CY, 55Y, 73, 73B, 73F, 73H, 73Y ,76, 76C, 76D, 76V, 78B, 79B, 79F, 79FY, 79G, 79K, 79Ş, 79Y, 82, 89, 89A, 89B, 89K, 89M, 89S, 89YB, 97KZ, 98, 98AB, 98B, 98H, 98MB, 98T, 98TB, E-57, HT10, HT11, HT12, HT20, KÇ2, MR20 |                          |
| تشوبان تششمة            | بهتشةلي أيفلر | حافلات İETT: 31, 31E, 36AY, 73Y, 78B, 79F, 79FY, 79G, 79K, 79Ş, 82, 82S, 89M, 89YB, 98B, 98H, 98MB, 98T, E-57, HT10, HT11 | مركز كيومجو كنت للذهب    |
| 29 أكتوبر / جمهورية     | بهتشةلي أيفلر | حافلات İETT: 31, 31E, 36AY, 78B, 79F, 79G, 79K, 79Ş, 89YB,, 98B, 98H, 98T |                          |
| المصانع الشرقية         | بهتشةلي أيفلر | حافلات İETT: 31, 97KZ, 98E, HT12 |                          |
| معمار سنان              | باعجلار       | حافلات İETT: 97KZ, 98E, HT1, HT12 | حديقة بستان المدينة      |
| 15 تموز                 | باعجلار       | حافلات İETT: 97, 97GE, 97M, 98E, HT12, MK42 |                          |
| طريق حلقةلي             | كوتشوك تشكمجة | حافلات İETT: 36AY, 73Y, 78ZB, 79FY, 79K, 89C, 89T, 98H, 98T, 141A, H-1 | 212 مول                  |
| أتاتورك محلسي           | كوتشوك تشكمجة | حافلات İETT: 36AY, 76O, 78ZB, 79FY, 79K, 89C, 89F, 89M, 98, 98H, 98KM, 98MB, 141A, 141K, 141M, 143, H-3, HS3, MK19, MK31 |                          |
| بهارية                  | كوتشوك تشكمجة | حافلات İETT: 89M, 98MB, 141K, 141M, 144M, MK31 | حديقة رضوان أوزبولوت     |
| ماسكو                   | باشاك شهير    | حافلات İETT: 76A, 76O, 78B, 78G, 82S, 89F, 98H, 142E, 144M, 146A, 146K, 146M, 146T, H-3, MK31 | مول إسطنبول              |
| إكتلي الصناعية          | باشاك شهير    | حافلات İETT: 31Y, 82S MK31 | نقل مجاني إلى            |
| ضياء غوك ألب            | باشاك شهير    | حافلات İETT: 31Y, 78ZB, 78Ş, 79Ş, 98, 98KM, 143, MK19 |                          |
| استاد أتاتورك للألمبيات | باشاك شهير    | حافلات İETT: 36AS, 36F, 79FY, 79K, HS3, MK2, MK11, MK12, MK13, MK14, MK15, MK16, MR52 |                          |